# Двовимірний електронний газ

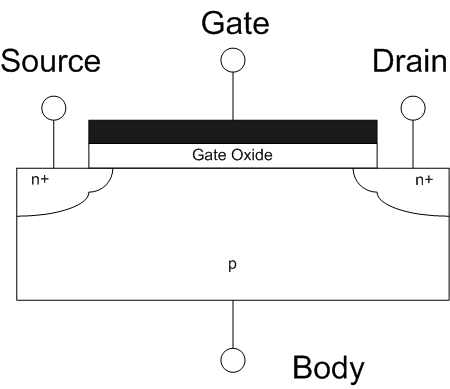
Двовимірний електронний газ в MOSFET формується за допомогою напруги на затворі

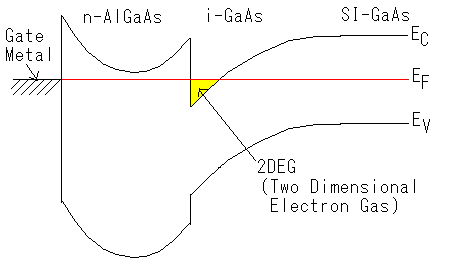
Зонна діаграма простого HEMT

Двовимірний електронний газ або ДЕГ — електронний газ, в якому частинки можуть рухатися вільно тільки в двох напрямах, а в третьому обмежені потенційною ямою. Потенціал обмеження (управління) може бути створеним за допомогою електричного поля, наприклад поля електрода затвора в МДН-транзисторах, або в області гетеропереходу між різними напівпровідниками. За аналогією з ДЕГ можна говорити про «двовимірний дірковий газ».
Якщо число заповнених «енергетичних підзон» в ДЕГ перевищує одну, то говорять про «квазідвовимірний газ».

## Параметри ДЕГ
Густина станів ДЕГ не залежить від енергії і дорівнює:
{\displaystyle D_{2DEG}=g_{s}g_{v}{\frac {m}{2\pi \hbar ^{2}}},\qquad (1)}
де: {\displaystyle \!g_{s}} і {\displaystyle \!g_{v}} — спінове та долинне виродження, відповідно.
Густина станів ДЕГ дозволяє обчислити квантову ємність ДЕГ за виразом:
{\displaystyle C_{2DEG}={e}D_{2DEG}},
де {\displaystyle e} — заряд електрона.
Для арсеніду галію GaAs, який є однодолинним напівпровідником, виродження залишається тільки за спіном, тому густина станів запишеться у вигляді:
Важлива характеристика ДЕГ — рухливість електронів. Для збільшення рухливості в гетероструктурі з ДЕГ використовують нелегований прошарок матеріалу, який називають спейсером, щоб рознести в просторі іонізовані домішки та ДЕГ. Ця характеристика є визначальною при вивченні дробового квантового ефекту Холла. На сьогодні в структурах на основі GaAs досягнуті значення рухливості 10 000 000 см²/Вс. Дробовий квантовий ефект Хола спостерігався вперше на екземплярі з рухливістю 90 000 см²/Вс.

## Максимальна густина станів
В більшості першоджерел густина станів використовується чисто формально, тому має сенс зробити практичну оцінку для двовимірної системи. Нехтуючи ефектами виродження, маскимальна густина станів 2D-системи буде:
Тепер спробуємо переписати цей вираз, використовуючи поняття борівського радіуса ({\displaystyle a_{B}\ })та борівського масштабу енергій ({\displaystyle W_{B}\ }):
де: {\displaystyle \alpha -\ } стала тонкої структури, а {\displaystyle c-\ } швидкість світла.
Підставляючи ці значення в формулу (3), знаходимо максимальну густину станів:
де: {\displaystyle S_{B}=4\pi a_{B}^{2}\ } борівський квант площі, а {\displaystyle D_{B}\ } — борівська густина станів.
Таким чином, максимальна густина станів 2D-електронного газу збігається з борівським масштабом.